# Werfenweng
Werfenweng ist eine österreichische Gemeinde mit 1119 Einwohnern (Stand 1. Jänner 2024) im Pongau im Salzburger Land.

## Geografie

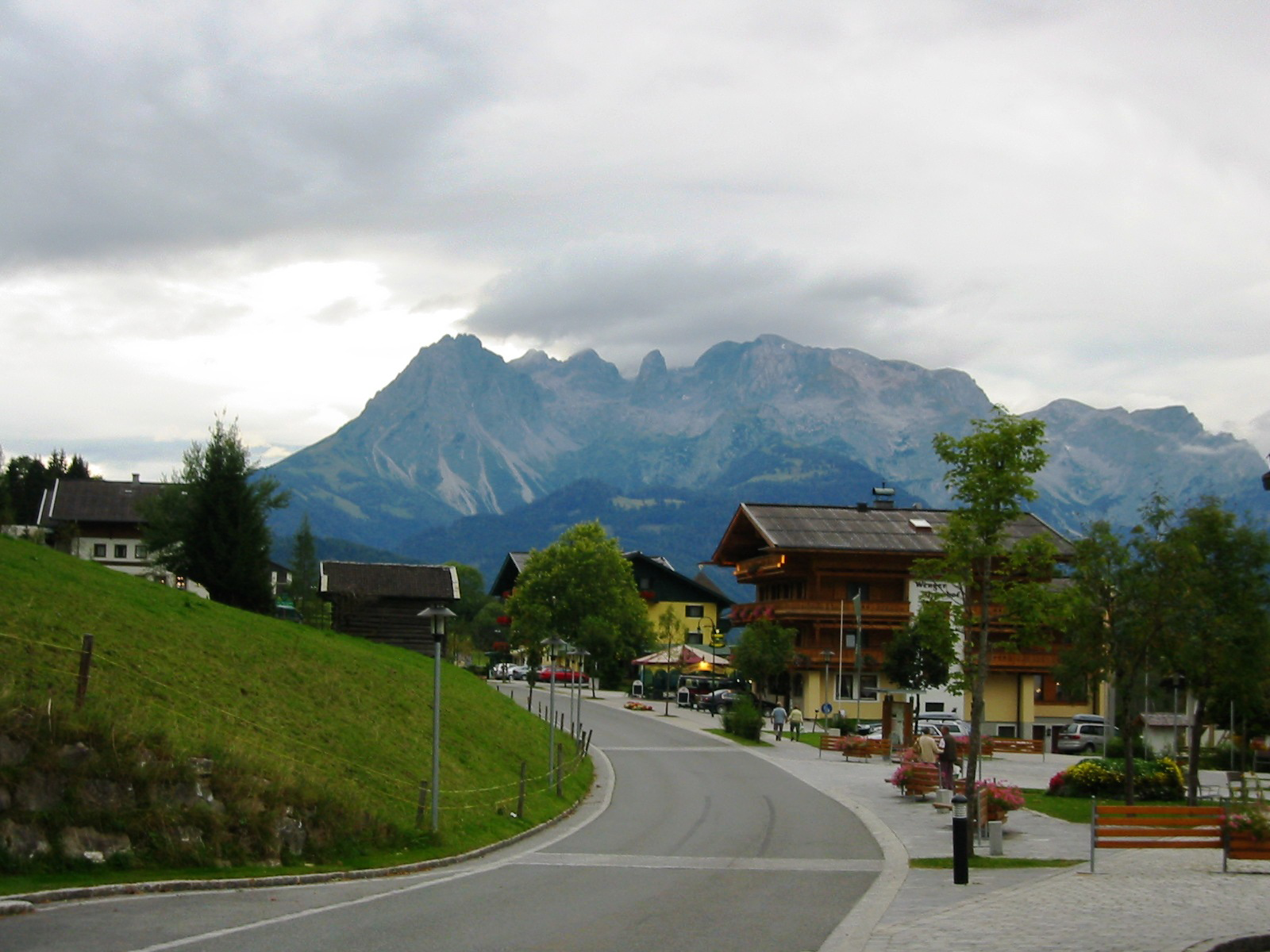
Werfenweng Richtung Westen. Im Hintergrund der Hochkönigstock

Die Gemeinde liegt im Salzachpongau des Salzburger Land am Südfuß des Tennengebirges, in einem rechten Seitental des Salzachtals am oberen Wenger Bach. Sie erstreckt sich aber auch in das südlich anschließende Fritztal.

### Gemeindegliederung
Das Gemeindegebiet besteht aus nur einer Katastralgemeinde, Werfenweng.

Das Gemeindegebiet umfasst folgende drei Ortschaften (in Klammern Einwohnerzahl Stand 1. Jänner 2024):
- Lampersbach – am Talungsanfang rechts und nordwärts den Lampersbach hinauf (143)
- Eulersberg – am Talungsanfang links an der Straße Pfarrwerfen–Weng und den Steinbergriedl entlang ostwärts zum Fritztal hin (174)
- Weng (Hauptort) – das eigentliche Talbecken am Wenger Bach und dann nordwärts ins Tennengebirge hinein (802)

Einziger Zählsprengel ist Werfenweng.
Bis Ende 2002 gehörte die Gemeinde zum Gerichtsbezirk Werfen, seit 2003 ist sie Teil des Gerichtsbezirks Sankt Johann im Pongau.

### Nachbargemeinden
|             | Scheffau am Tennengebirge (Bez. Hallein/Tennengau) | Abtenau (Bez. Hallein/Tennengau) |
| Pfarrwerfen | Kompassrose, die auf Nachbargemeinden zeigt        | St. Martin am Tennengebirge      |
|             | Bischofshofen                                      | Hüttau                           |

## Geschichte

### Ursprünge
Erste Besiedelungen im Salzachtal rund um Werfenweng und auch dem heutigen Ortsgebiet sind bereits auf die Kelten in der Bronzezeit zurückzuführen.
Die erste urkundliche Erwähnung ist auf das Jahr 1090 zurückzuführen. Hier wird von dem Gebiet Wenga in Pongowe und dessen Landwirtschaft berichtet.
Der Name Werfenweng leitet sich vermutlich aus dem Keltischen beziehungsweise dem Mittelhochdeutschen ab. Das mittelhochdeutsche Wort werve bedeutet „Wirbel, Strudel“ . Das Wort bezeichnete ursprünglich wohl den ganzen Talraum rund um die Nachbargemeinden Werfen und Pfarrwerfen. Der zweite Teil des Ortsnamens ist auf das keltschie Wort wenige zurückzuführen und bedeutet Waldgebiet.

### Mittelalter
Nach dem Bau der Festung Hohenwerfen 1077 durch Erzbischof Gebhard von Salzburg in Werfen, erlangte das gesamte Talgebiet in den kommenden Jahrhunderten immer mehr an Bedeutung.
Im Jahr 1509 wurde die Pfarr- und Wallfahrtskirche Maria Geburts eingeweiht.
1731/32 kam es zu einer großen Protestantenvertreibung. Wegen ihrer Zugehörigkeit zum protestantischen Glauben wurden 20.000 Menschen, darunter 80 % der bäuerlichen Bevölkerung,  per Dekret des Fürstbischofs des Landes verwiesen (Salzburger Exulanten). König Friedrich Wilhelm I. von Preußen wies den Flüchtigen in Ostpreußen neues Land zu. Dadurch blieben die meisten Bauernhöfe des Landes – 1766 an der Zahl – unbesetzt und es folgte ein schwerer Ernteausfall. Auch einige Baunhöfe in Werfenweng waren dadurch betroffen.
Im Mesnerhaus wurde neben der Pfarrkirche 1748 die erste Schule eingerichtet, welche dort auch bis ins 20. Jahrhundert untergebracht war.

### 19. und 20. Jahrhundert
1809 beteiligten sich einige Bauern aus dem Ort unter der Führung von Peter Sieberer am Paß Lueg am Kampf gegen die Franzosen.
Im Jahr 1907 wurde in Werfenweng die Freiwillige Feuerwehr gegründet, welche ihren heutigen Sitz im Gemeindegebäude des Ortes hat.
Als der Erste Weltkrieg 1918 endete beklage der Ort gemessen an der Einwohnerzahl die meisten Opfer im Bundesland Salzburg. An der Pfarrkirche ist zum Gedenken an die Opfer des ersten und Zweiten Weltkrieges eine Tafel angebracht.
Zu Beginn des Zweiten Weltkrieges 1938 wurde Werfenweng durch die Nationalsozialisten mit Pfarrwerfen zusammengeführt. Erst 1948 wurde der Ort wieder eine selbstständige Gemeinde.
Mit dem Bau der ersten Sesselbahn 1956 startete der Aufstieg Werfenwengs zum Wintertourismusort. Die Gemeinde war einer der Vorreiter des Wintertourismus im Salzburger Land beziehungsweise im Pongau.

### Einwohnerentwicklung
Während der starken Bevölkerungszunahme in den letzten Jahrzehnten waren sowohl Geburtenbilanz als auch Wanderungsbilanz positiv.

## Politik

### Gemeinderat
| Gemeinderatswahl 2024Wahlbeteiligung: 69,0 % 6050403020100 57,9 % (+8,0 %p)42,1 % (+9,1 %p)n. k. % (−17,1 %p) ÖVPFPÖHLW20192024 |

Die Gemeindevertretung hat insgesamt 13 Mitglieder.
- Mit den Gemeindevertretungs- und Bürgermeisterwahlen in Salzburg 2004 hatte die Gemeindevertretung folgende Verteilung: 8 ÖVP, und 5 HLW (Heimatliste Werfenweng).
- Mit den Gemeindevertretungs- und Bürgermeisterwahlen in Salzburg 2009 hatte die Gemeindevertretung folgende Verteilung: 8 ÖVP, 3 HLW (Heimatliste Werfenweng), und 2 FPÖ.[5]
- Mit den Gemeindevertretungs- und Bürgermeisterwahlen in Salzburg 2014 hatte die Gemeindevertretung folgende Verteilung: 6 ÖVP, 4 FPÖ, und 3 HLW (Heimatliste Werfenweng).[6]
- Mit den Gemeindevertretungs- und Bürgermeisterwahlen in Salzburg 2019 hatte die Gemeindevertretung folgende Verteilung: 7 ÖVP, 4 FPÖ, und 2 HLW (Heimatliste Werfenweng).[7]
- Mit den Gemeindevertretungs- und Bürgermeisterwahlen in Salzburg 2024 hat die Gemeindevertretung folgende Verteilung: 8 ÖVP und 5 FPÖ.[8]

### Bürgermeister
- 1928 - ?, Johann Dölderer
- 195?-1974 Josef Weissacher (ÖVP)
- 1974–1989 Sebastian Huber (ÖVP)
- 1989–2024 Peter Brandauer (ÖVP)
- seit 2024 Kurt Daxer (ÖVP)

### Wappen
Das Wappen wurde der Gemeinde 1976 verliehen und ist beschrieben
In blauem Schild, begleitet rechts von einer roten, links von einer silbernen Facetten-Raute, eine silberne dreispitzige Gebirgskette, unten ein grüner Schildfuß querhin belegt mit einem Holzfällerbeil an langem, goldenen Stiel. Dann zwischen zwei grünen Fichten wachsend die Madonna mit blauem Kopftuch und Kleid sowie goldverbrämtem roten Mantel, am linken Arm den silbern bekleideten Gottessohn tragend, beide Gestalten goldnimbiert.

## Kultur und Sehenswürdigkeiten

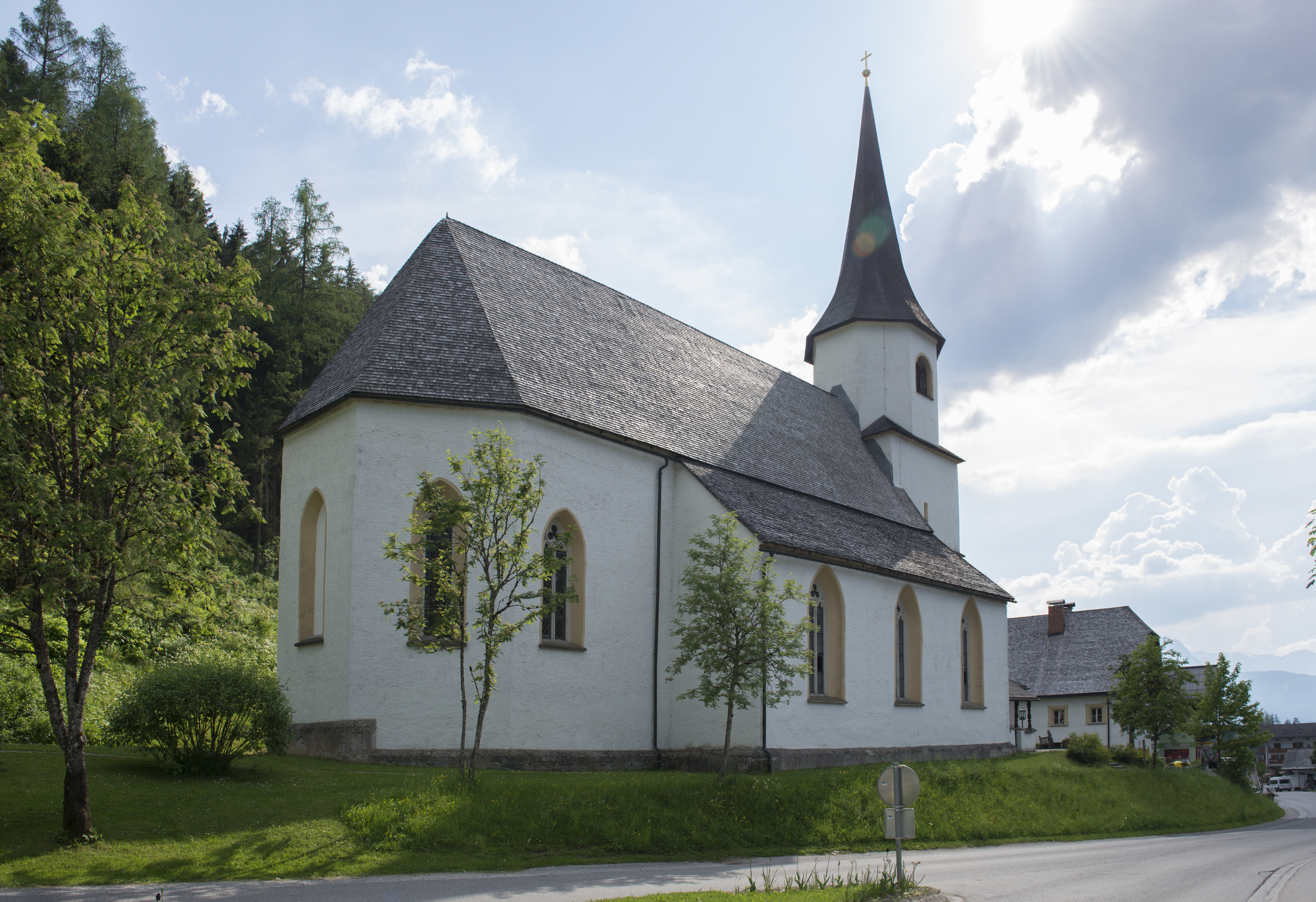
Pfarrkirche Werfenweng

- Katholische Pfarrkirche Werfenweng Mariä Geburt: ab dem 16. Jahrhundert Ziel einer bedeutenden Wallfahrt[10]
- Skimuseum Werfenweng – mit einer Übersiedlung ist bis 2029 zu rechnen.[11]

- Traditionell ist der Prangstangenumzug am Herz-Jesu-Sonntag (erster Sonntag im Juli).

## Wirtschaft
- Von besonderer Bedeutung für Werfenweng ist der Tourismus. Werfenweng ist Mitglied der Kooperation Alpine Pearls, die ihren Gästen umweltfreundlichen und nachhaltigen Tourismus anbietet.[12]
- Rund um Werfenweng gibt es folgende Ausflugsziele: die Mahdegg-Alm (1200 m), den Samerhof, die Elmaualm (1520 m), die Werfener Hütte (1969 m), die Wengerau, die Söldenhütte (1531 m), den Tauernkogel (2247 m), den Eiskogel (2321 m), das Anton-Proksch-Haus (1590 m), die Freilassinger Hütte (1550 m), die Zaglau mit einer 8-Personen-Kabinenbahn auf die Bischlinghöhe (1835 m), die Strussing-Alm, die Bischlingalm sowie den Sonnwendhof.

## Persönlichkeiten

### Ehrenbürger der Gemeinde
- Johann Steinbacher († 1950), Pfarrer[13]

### Mit der Gemeinde verbundene Persönlichkeiten
- Sepp Forcher (1930–2021), Radio- und Fernsehmoderator
- Karl-Heinz Martell (1928–2002), Schauspieler und Hörspielsprecher
- Jakob Herrmann (* 1987), Skibergsteiger